# Helwig Schmidt-Glintzer

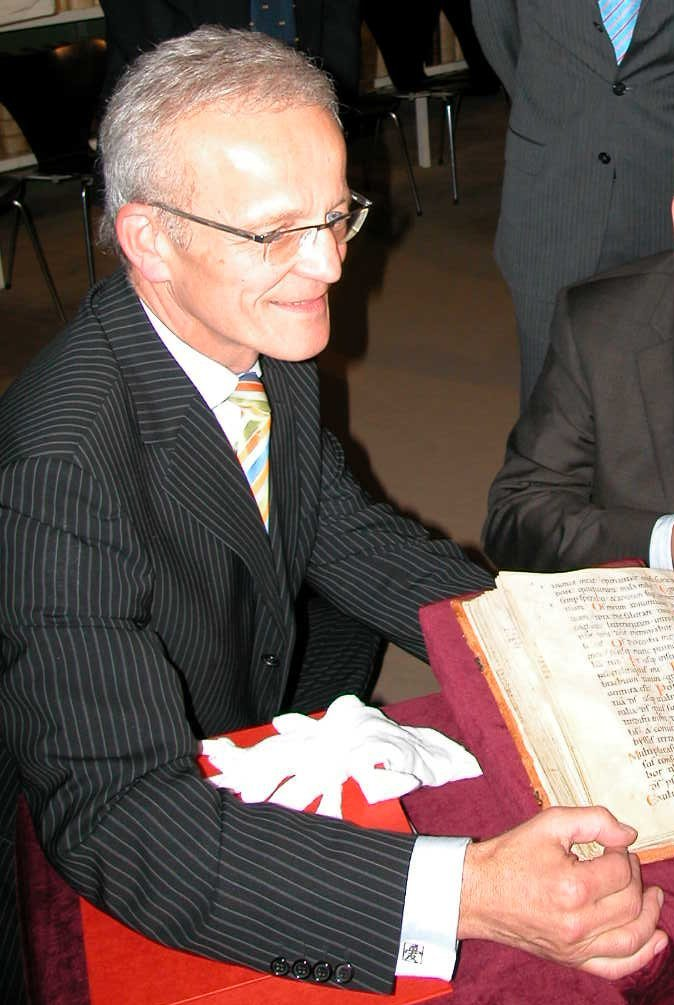
Helwig Schmidt-Glintzer (2007)

Helwig Schmidt-Glintzer (* 24. Juni 1948 in Hersfeld) ist ein deutscher Sinologe. Er war von 1993 bis 2015 Direktor der Herzog-August-Bibliothek in Wolfenbüttel. Von 2016 bis 2023 war er Direktor des China Centrum Tübingen (CCT). 2024 ehrte die chinesische Regierung Schmidt-Glintzer mit der höchsten zivilen Auszeichnung der kommunistischen Staats- und Parteiführung. Seit 2024 lebt er mit Susanne Rode-Breymann in Nürnberg.

## Leben und Wirken
Helwig Schmidt-Glintzer wurde 1948 als erster Sohn des praktischen Arztes Hansgeorg Schmidt-Glintzer und dessen Ehefrau Erika Budgenhagen geboren. 1967 machte er sein Abitur am Bad Hersfelder altsprachlichen Gymnasium „Alte Klosterschule“ einschließlich Hebraicum. Er studierte Sinologie, Philosophie, Ethnologie, Soziologie und Politikwissenschaft an der Universität Göttingen und der Universität München (LMU). 1973 wurde der Schüler von Wolfgang Bauer zum Dr. phil. promoviert.
1973 hielt er sich mit einem Überseestipendium der Studienstiftung des deutschen Volkes im taiwanischen Hsinchu am Chinese Language Institute sowie als Research Fellow an der Academia Sinica in Taipeh auf. Anschließend hielt er sich für rund ein halbes Jahr als Research Student am Institute for Humanistic Studies (Jimbun kagaku kenyûshô) im japanischen Kyōto auf. 1979 habilitierte sich Schmidt-Glintzer für das Fach Sinologie an der Philosophischen Fakultät der Universität Bonn. 1981 wurde er zum Ordinarius (Lehrstuhl) für Ostasiatische Kultur- und Sprachwissenschaft an der Ludwig-Maximilians-Universität München ernannt. Ende Oktober 1985 nahm er als Sondergast an der Regierungsdelegation des Außenministers der Bundesrepublik Deutschland in Peking und Guangzhou teil.
1993 folgte die Ernennung zum Universitätsprofessor an der Universität Göttingen für Ostasiatische Literatur- und Kulturwissenschaft und die damit verbundene Übernahme des Amtes des Direktors der Herzog-August-Bibliothek Wolfenbüttel. Schmidt-Glintzer wurde Ende Juni 2015 aus diesen Ämtern verabschiedet; kommissarisch hat die Leitung sein bisheriger Stellvertreter Thomas Stäcker übernommen. Sein Nachfolger ist Peter Burschel. Seit 1. Juli 2015 war Schmidt-Glintzer Senior Fellow am Göttinger Lichtenberg-Kolleg mit einem Forschungsprojekt zur Modernisierung und kulturellen Identität Chinas. Von April 2016 bis 2023 war er Seniorprofessor der Universität und Direktor des China Centrum Tübingen (CCT).
Schmidt-Glintzer ist seit 1999 ordentliches Mitglied der Geisteswissenschaftlichen Klasse der Braunschweigischen Wissenschaftlichen Gesellschaft, seit 2002 ordentliches Mitglied der Akademie der Wissenschaften und der Literatur Mainz und seit 2004 korrespondierendes Mitglied der Philologisch-Historischen Klasse der Akademie der Wissenschaften zu Göttingen.
Chinas kommunistische Staats- und Parteiführung ehrte Schmidt-Glintzer im Herbst 2024 mit dem Freundschaftspreis der Regierung der Volksrepublik, der höchsten zivilen Auszeichnung Chinas. Er nahm die Auszeichnung in Peking von Staatsrat-Mitglied Shen Yiqin entgegen und nahm danach an einem Abendessen mit Chinas Staats- und Parteichef Xi Jinping teil.

## Auszeichnungen
- 2015: 9th Special Book Award of China[8]
- 2021: Bundesverdienstkreuz 1. Klasse des Verdienstordens der Bundesrepublik Deutschland
- 2024: Freundschaftspreis der Regierung der Volksrepublik China

## Schriften (Auswahl)

### Als Autor
- Das „Hung ming chi“ und die Aufnahme des Buddhismus in China (= Münchner Ostasiatische Studien. Band 12). Franz Steiner, Wiesbaden 1976, ISBN 3-515-02363-1 (zugleich Dissertation, LMU München 1973).
- Die Identität der buddhistischen Schulen und die Kompilation buddhistischer Universalgeschichten in China. Ein Beitrag zur Geistesgeschichte der Sung Zeit (= Münchner Ostasiatische Studien. Band 26). Franz Steiner, Wiesbaden 1982, ISBN 3-515-03328-9 (zugleich Habilitationsschrift, Universität Bonn 1979).
- Geschichte der chinesischen Literatur. Von den Anfängen bis zur Gegenwart. Beck, München 1999, ISBN 3-406-45337-6.
- Sinologie in der Bundesrepublik Deutschland, Westberlin und in der Deutschen Demokratischen Republik im Jahre 1990 (= European Association of Chinese Studies – Association Européen d’Études Chinoises: Newsletter, Band 3). 1990.
- Das alte China. Von den Anfängen bis zum 19. Jahrhundert; mit 4 Karten (= C.H. Beck Wissen. Band 2015). 5. Auflage. Beck, München 2008, ISBN 978-3-406-45115-7.[9]
- China. Vielvölkerreich und Einheitsstaat (= Becks historische Bibliothek). Beck, München 1997, ISBN 3-406-42348-5.[10]
- Das neue China. Von den Opiumkriegen bis heute (= C.H. Beck Wissen. Band 2126). 5., überarbeitete Auflage. Beck, München 2009, ISBN 978-3-406-44726-6.[10]
- Geschichte Chinas bis zur mongolischen Eroberung. 250 v. Chr.–1279 n. Chr. (= Oldenbourg Grundriss der Geschichte. Band 26). Oldenbourg, München 1999, ISBN 3-486-56403-X.
- Wir und China, China und Wir. Kulturelle Identität und Modernität im Zeitalter der Globalisierung (= Essener Kulturwissenschaftliche Vorträge. Band 6). Wallstein, Göttingen 2000, ISBN 3-89244-426-9.
- Der Buddhismus (= C.H. Beck Wissen. Band 2367). 2. Auflage. Beck, München 2007, ISBN 978-3-406-50867-7.
- mit Jan Assmann und Ekkehart Krippendorff: Ma’at, Konfuzius, Goethe. Drei Lehren für das richtige Leben. Insel, Frankfurt am Main 2006, ISBN 3-458-17248-3.
- Kleine Geschichte Chinas. Beck, München 2008, ISBN 978-3-406-57066-7.
- Wohlstand, Glück und langes Leben. Chinas Götter und die Ordnung im Reich der Mitte. Verlag der Weltreligionen im Suhrkamp Verlag, Frankfurt am Main 2009, ISBN 978-3-458-71018-9.
- Chinas Angst vor der Freiheit. Der lange Weg in die Moderne (= Becksche Reihe. Band 1661). Beck, München 2009, ISBN 978-3-406-59346-8[11]
- China – eine Herausforderung für den Westen. Plädoyer für eine differentielle kulturelle Kompetenz. Harrassowitz, Wiesbaden 2011, ISBN 978-3-447-06583-2.
- Mao Zedong. Es wird Kampf geben. Eine Biografie. Matthes & Seitz, Berlin 2017, ISBN 978-3-95757-365-0.
- Chinas leere Mitte. Die Identität Chinas und die globale Moderne. Matthes & Seitz, Berlin 2018, ISBN 978-3-95757-633-0.
- Beitrag in China im Blickpunkt des 21. Jahrhunderts, Hrsg. von Tobias Loitsch, Springer Gabler, Wiesbaden 2019, ISBN 978-3-662-59670-8[12]
- Der Edle und der Ochse. Chinas Eliten und ihr moralischer Kompass. Matthes & Seitz, Berlin 2022, ISBN 978-3-7518-0542-1.
- Ironie und Wahrheit. Theorie einer weltoffenen Verständigung. Matthes & Seitz, Berlin 2024, ISBN 978-3-7518-3026-3.

### Als Herausgeber
Monographien
- Mo Ti: Schriften. Eugen Diederichs, Düsseldorf 1975.[13]

1. Solidarität und allgemeine Menschenliebe. ISBN 3-424-00509-6.
2. Gegen den Krieg. ISBN 3-424-00510-X.

- mit Chiao Wei und Zhang Yushu: China-Texte. Kommentierte Textsammlung zum chinesischen Sprachstudium für Fortgeschrittene. Hermann Kessler Verlag für Sprachmethodik, Bonn-Bad Godesberg 1986, ISBN 3-8018-0054-7.
- Chinesische Manichaica. Mit textkritischen Anmerkungen und einem Glossar (= Studies in Oriental Religions. Band 14). Harrassowitz, Wiesbaden 1987, ISBN 3-447-02624-3.[13]
- Das andere China. Festschrift für Wolfgang Bauer zum 65. Geburtstag am 23. Februar 1995 (= Wolfenbütteler Forschungen. Band 62). Harrassowitz, Wiesbaden 1995, ISBN 3-447-03659-1.
- mit Karl-Heinz Golzio: Max Weber: Gesamtausgabe. Abt. I, Band 20: Die Wirtschaftsethik der Weltreligionen. Hinduismus und Buddhismus 1916–1920. J. C. B. Mohr (Paul Siebeck), Tübingen 1996, ISBN 3-16-146485-0.
- Erhart Kästner: „Man reist, um die Welt bewohnbar zu finden“. Lebensbilder und Bewunderungen. Insel, Frankfurt am Main 2004, ISBN 3-458-17194-0.[14]
- mit Achim Mittag und Jörn Rüsen: Historical Truth, Historical Criticism, and Ideology. Chinese Historiography and Historical Culture from a New Perspective (= Leiden Series in Comparative Historiography. Band 1). Brill, Leiden 2005, ISBN 90-04-14237-1.
- mit Hans-Joachim Simm: Die Religionen der Welt. Ein Almanach zur Eröffnung des Verlags der Weltreligionen. 2. Auflage. Verlag der Weltreligionen im Insel Verlag, Frankfurt am Main 2007, ISBN 978-3-458-72000-3.

Reihen
- Monumenta Serica. Journal of oriental Studies, ISSN 0254-9948.
- Münchner Ostasiatische Studien, ISSN 0170-3668.
- Zeitschrift für Ideengeschichte, ISSN 1863-8937.

### Als Übersetzer
- Hellmut Wilhelm: The Interplay of Image and Concept in the Book of Changes. In: Hellmut Wilhelm: Sinn des „I Ging“ (= Diederichs Gelbe Reihe. Band 12). 3. Auflage. Eugen Diederichs, Düsseldorf 1979, ISBN 3-424-00572-X, S. 188–219.
- Saeculum. Jahrbuch für Universalgeschichte, Band 23 (1972), Heft 4, ISSN 0080-5319.
  - James H. Zimmerman: Time in Chinese Historiography. S. 332–350.
  - Michael Freeman: The Development of „historical criticism“ (shih-p’ing) and the „New History“ of the Northern Sung. S. 351–373.
  - Jonathan Spence: Opium Smoking in Ch’ing China. S. 379–425.